# کشتی مین‌جمع‌کن کلاس پاندیچری
کشتی مین‌جمع‌کن کلاس پاندیچری (به انگلیسی: Pondicherry-class minesweeper) یک کلاس از کشتی است که طول آن ۶۱ متر (۲۰۰ فوت ۲ اینچ) می‌باشد.